# Guineu (grup musical)
Guineu és un grup musical terrassenc d'indie pop i indie rock en llengua catalana. És liderat per Aida Giménez (composició i veu), anteriorment activa sota el nom d'artista d'Aida Sstrings.

## Trajectòria
Aida Giménez va publicar el seu àlbum debut el 2013, sota el nom d'artista d'Aida Sstrings. Es va destacar durant l'estiu amb la cançó «Aquesta nit», a l'entorn de la Via Catalana.
El primer EP de Guineu —La vida secreta dels humans— va aparèixer l'any 2019, amb «Entre birres» com a primer single. Als vídeoclips es va presenterar com un trio, amb Aida Giménez i dues persones (dels quals un és el germà d'Aida Giménez) darrere una mascareta de guineu. El mateix 2019 va publicar un nou single, «Una altra vida», i l'any 2020 un altre, «Putu any», en referència al malaguanyat 2020.
La primavera de 2021 va tornar amb l'àlbum debut Forats negres. És el resultat d'enregistraments fets durant l'any passat, però sense cap dels senzills anteriors.
El febrer de 2023 va publicar l'àlbum Una sacsejada, el seu primer disc sota el segell Propaganda pel Fet!.

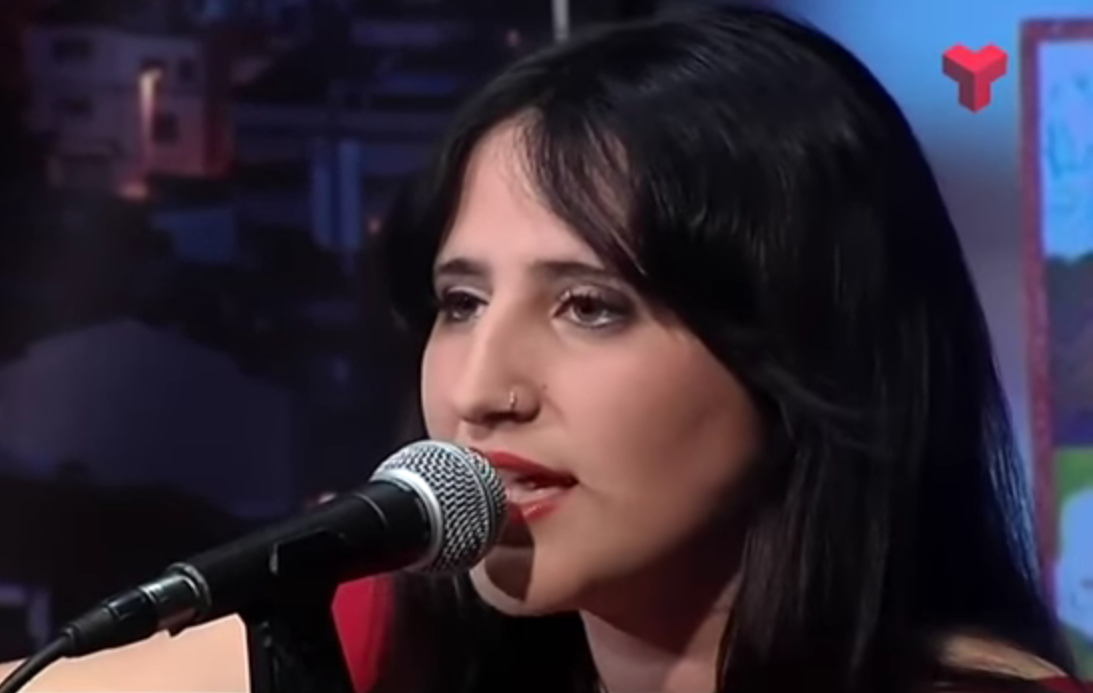
Aida Giménez el 2013, sota el nom d'artista d'Aida Sstrings.

## Obra

### com Aida Sstrings
- Tocant de peus al cel (Temps Record, 2013)

### com Guineu
- La vida secreta dels humans (EP; 2019)[9]
  - «Entre birres» (3:01)
  - «Incoherents» (3:17)
  - «Descontrol» (3:39)
- «Una altra vida» (single, 2019)
- «Putu any» (single, 2020)
- Forats negres (Gora! Records, 2021)
- Una sacsejada (Propaganda pel Fet!, 2023)[8]